# Сиверски
Сиверски (рус. Си́верский) насељено је место са административним статусом варошице (рус. посёлок городского типа) на северозападу европског дела Руске Федерације. Налази се у западном делу Лењинградске области и административно припада Гатчињском рејону.
Према проценама националне статистичке службе за 2015. у вароши је живело 12.575 становника.
Статус насеља урбаног типа, односно варошице носи од 1938. године.

## Географија
Сиверски је смештена у југоисточном делу Гатчињског рејона, на обалама реке Оредеж. Налази се на око 25 киломеатра југоисточно од административног центра рејона Гатчине, и на око 87 километра јужно од историјског центра Санкт Петербурга. На око 20 километара источније је варошица Вирица, док је на десетак километара југоисточно Дружнаја Горка и Орлинско језеро.
Река Оредеж је на свом делу тока крај Сиверског специфична по својим крутим обалама црвене боје, изграђеним од девонских пешчара, а на источној периферији вароши, код места Белогорке налази се заштићено геолошко подручје Девонске стене на Оредежу код Белогорке.
Кроз насеље пролазе локални друмски правац Р40 Кемполово—Шапки и деоница железничке пруге од националног значаја Санкт Петербург—Псков (станица Сиверскаја). Недалеко од насеља, код села Межно, налази се војни аеродром Сиверски са касарном у којој борави око 5.000 војника.

## Историја
Године 1857. основана је железничка станица Сиверскаја, на деоници пруге која је Санкт Петербург повезивала са Варшавом, а према подацима из 1862. године у насељу које се формирало око станице живела су 133 становника.
Сеоска црква брвнара посвећена апостолима Петру и Павлу саграђена је 1889. године, а десет година касније саграђена је и црква посвећена Тихвинској икони Мајке Божије.
Село Сиверски је прво 1925. преобразовано у одмаралишно насеље, а потом 1938. и у урбано насеље у рангу варошице. По подацима из 1933. у селу је живело 1.267 становника, док је свега две године касније број становника удвостручен У3.624 становника).
Током Другог светског рата насеље је било под окупацијом фашистичких трупа од 1. август. 1941. до 30. јануара 1944. године.

## Демографија
Према подацима са пописа становништва 2010. у вароши су живела 11.884 становника, док је према проценама националне статистичке службе за 2015. варошица имала 12.216 становника.
| 1939. | 1959.  | 1970.  | 1979.  | 1989.  | 2002.  | 2010.  | 2015.  |
| ----- | ------ | ------ | ------ | ------ | ------ | ------ | ------ |
| 9,090 | 12,067 | 11,802 | 13,722 | 11,885 | 12,137 | 12,216 | 12,545 |

## Знаменитости
Западно од вароши, код Белогорке на реци Оредеж налази се заштићени геолошки споменик природе Девонске стене на Оредежу код Белогорке, површине 120 хектара. Заштићено подручје представља склоп црвених пешчара девонске и ордовичке старости који се у виду високих и стрмих обала издижи изнад корита реке Оредеж, на висинама од 2 до 8 метара, и у дужинама од 15 до 55 метара. Поменуте стене у дубину досежу и до 78 метара. У слојевима тла се налазе окамењени фосилни остаци бројних оклопљених животиња из периода девона.
На око 7,5 километара југозападно од варошице, код села Рождествено, налази се парк-музеј Рождественски у којем је једно време живео чувени руски песник Владимир Набоков. Музеј се налази на листи културног наслеђа Руске Федерације, где је заведен под бројем 4710220000.